# Aconitum rilongense
Aconitum rilongense là một loài thực vật có hoa trong họ Mao lương. Loài này được Kadota mô tả khoa học đầu tiên năm 1999.